# Shorea bentongensis
Shorea bentongensis är en tvåhjärtbladig växtart som beskrevs av Foxworthy. Shorea bentongensis ingår i släktet Shorea och familjen Dipterocarpaceae. Inga underarter finns listade i Catalogue of Life.